# Friedrich August von Kühlewein
Friedrich August von Kühlewein († 18. August 1752) war ein königlich-polnischer und kurfürstlich-sächsisches Amtshauptmann und Rittergutsbesitzer.

## Leben und Wirken
Er war der Sohn des Geheimen Kriegsrats Friedrich August von Kühlewein, der 1732 das Rittergut Skassa bei Großenhain käuflich erwarb. Friedrich August trat in den Dienst der Wettiner, deren Legationsrat er wurde. In den Adelsstand wurde Kühlewein nach 1706 erhoben.
Als sein Vater 1748 starb, ging das Rittergut Skassa an Friedrich August über, der inzwischen Amtshauptmann geworden war. Er besaß auch das Rittergut Raschwitz bei Leipzig und den Auerbachischen Hof in Leipzig. Testamentarisch hatte Kühlewein seine Ehefrau Augusta Charlotte geb. von Seidewitz (* 1729; † 12. Januar 1764) als Universalerbin eingesetzt. Jedoch als er 1752 starb, erhoben seine Vettern, die beiden Brüder Friedrich Wilhelm von Kühlewein (ledig) und der königlich-preußische Regierungspräsident und Geheime Rat Philipp Ferdinand von Kühlewein zu Magdeburg (verheiratet mit NN. von Arnim) Erbansprüche. Daraus entwickelte sich ein Fideikommissprozess.
Seine Witwe heiratete 1754 Heinrich Gottlieb von Lindenau, seit 1765 Graf von Lindenau, (* 3. Juli 1723; † 11. Oktober 1789 in Machern), kursächsischer Wirklicher Geheimer Rat, Kammerherr und Oberstallmeister sowie Besitzer der Rittergüter Gotha und Kossen.